# Калашникова Надія Кузьмівна
Надія Кузьмівна Калашникова (нар. 1932 — ?) — українська радянська діячка, новатор виробництва, робітниця-затяжниця Дніпропетровського виробничого об'єднання взуттєвих підприємств № 3 Дніпропетровської області. Депутат Верховної Ради УРСР 6—7-го скликань.

## Біографія
З 1950-х років — робітниця-затяжниця Дніпропетровського взуттєвого комбінату (виробничого об'єднання взуттєвих підприємств № 3) Дніпропетровської області.
Потім — на пенсії у місті Дніпропетровську (Дніпрі).

## Нагороди
- ордени
- медалі